# TAM-Linhas-Aéreas-Flug 9755
Am 15. September 2001 kam es auf dem Inlandslinienflug TAM-Linhas-Aéreas-Flug 9755 (Flugnummer IATA: JJ9755, ICAO: TAM9755, Funkrufzeichen: TAM 9755) vom Flughafen Recife zum Flughafen São Paulo-Viracopos zu einem schweren Zwischenfall an Bord einer Fokker 100. Nach einem uneingedämmten Triebwerksschaden wurden Triebwerkteile umhergeschleudert und durchschlugen den Flugzeugrumpf, woraufhin es zu einer explosiven Dekompression im Flug kam. Bei dem Zwischenfall wurde eine Passagierin getötet, drei weitere Passagiere wurden verletzt.

## Maschine
Bei der betroffenen Maschine handelte es sich um eine acht Jahre und sieben Monate alte Fokker 100 mit der Werksnummer 11443, die im Werk von Fokker in Schiphol montiert worden war und ihren Erstflug am 24. Februar 1993 absolviert hatte. Die Maschine erhielt für den Testflug das niederländische Luftfahrzeugkennzeichen PH-MXB. Am 18. Mai 1994 wurde die Maschine an die TAM Linhas Aéreas ausgeliefert. Ab September 1996 war die Maschine an die paraguayische TAM – Transportes Aéreos del Mercosur verleast, ehe sie im August 1998 zur Flotte der TAM Linhas Aéreas zurückkehrte. Das zweistrahlige Mittelstrecken-Schmalrumpfflugzeug war mit zwei Turbojettriebwerken vom Typ Rolls-Royce Tay 620-15 ausgestattet.

## Passagiere und Besatzung
Den Flug vom Flughafen Recife zum Flughafen São Paulo-Viracopos hatten 82 Passagiere angetreten. Es befand sich eine sechsköpfige Besatzung an Bord der Maschine, die sich aus einem Flugkapitän, einem Ersten Offizier und vier Flugbegleitern zusammensetzte. Die Maschine wurde zum Unfallzeitpunkt vom Flugkapitän Marcelo Seda gesteuert.

## Unfallhergang
Der Start der Maschine um 18:27 Uhr vom Flughafen Recife und der Steigflug auf Reisehöhe verliefen zunächst ohne besondere Vorkommnisse. Beim Überfliegen des Bundesstaates Minas Gerais, in der Nähe von dessen Hauptstadt Belo Horizonte, kam es in der Reiseflughöhe von 30.000 Fuß (ca. 9.144 Meter) zu einem plötzlichen uneingedämmten Triebwerksschaden. Umherfliegende Triebwerkstrümmer durchschlugen die Kabine der Fokker an mehreren Stellen. Drei Kabinenfenster wurden durchschlagen. Eine auf dem Sitzplatz 19E sitzende 48-jährige Passagierin wurde teilweise aus dem Fenster gesogen, wobei sie Sitznachbarn griffen und die halb aus dem Kabinenfenster heraushängende Frau festhielten.
Es wurde eine Notlandung auf dem Flughafen Belo Horizonte-Confins durchgeführt. Nach der Notlandung konnte nur noch der Tod der teilweise aus der Maschine herausgesaugten Passagierin festgestellt werden. Nach Auskunft der zuständigen Klinik war sie an Kopfverletzungen gestorben. Der Flughafen blieb nach der Notlandung der Maschine zwei Stunden lang gesperrt.

## Nach dem Unfall
Die betroffene Maschine wurde nach dem Unfall repariert und wieder in Dienst genommen. Am 10. Dezember 2003 ging die Fokker mit ihrem ehemaligen niederländischen Kennzeichen an die Fokker Services, die diese am 8. Oktober 2004 auf das französische Luftfahrzeugkennzeichen F-WSTG ummeldete. Am 13. Dezember 2004 wurde die Maschine mit dem französischen Kennzeichen F-GSTG auf die DASA angemeldet. Am 17. Dezember 2004 übernahm schließlich die Iran Air die Maschine und ließ sie als EP-CFH zu. Mit Stand April 2020 ist die Maschine nicht in Betrieb und eingelagert.